# اشینگ (لندسهوت)
اشینگ (به آلمانی: Eching, Landshut) یک شهر در آلمان است که در بایرن واقع شده‌است.

## خصوصیات
اشینگ ۳۰٫۱۰ کیلومترمربع مساحت دارد ۴۰۵ متر بالاتر از سطح دریا واقع شده‌است.